# Động đất Christchurch 2011
Động đất Christchurch 2011 là một trận động đất 6,3 độ  xảy ra tác động đến Đảo Nam, New Zealand. Trận động đất này gây nhiều thiệt hại và khiến ít nhất 65 người chết. 12:51 pm ngày 22 tháng 2 năm 2011 giờ địa phương New Zealand (23:51, 21 tháng 2 UTC). Tập trung ở vùng Canterbury của đảo, trận địa chấn đã gây nhiều thiệt hại về người và của ở Christchurch, thành phố lớn thứ nhì New Zealand về dân số.
Đây có thể là dư chấn mạnh nhất của trận động đất ngày 4 tháng 9 năm 2010 tại Canterbury, nhưng một số nhà khoa học cho rằng đây là một trận động đất riêng biệt. Mặc dù có biên độ nhỏ hơn, nhưng nó có sức phá hủy mạnh hơn do tâm chấn nằm gần Christchurch hơn, trận động đất tháng 9 năm 2010 nằm ở độ sâu 10 km trong khi trận động đất này chỉ cách bề mặt 5 km. Trận động đất này cũng xảy ra vào giờ ăn trưa của thứ Ba và nhiều ngôi nhà đã bị yếu từ trận động đất trước. Cường độ cảm nhận tại Christchurch là MM VIII.
Thủ tướng John Key phát biểu vào ngày 22 tháng 2 rằng đã có ít nhất 65 người thiệt mạng, và ngày này "có thể là ngày đen tối nhất của New Zealand". Đầu ngày sau, giám đốc cục dân phòng nói rằng 38 người thiệt mạng đã được xác nhận.
Có thể con số người thiệt mạng sẽ tăng lên từ 200–400 người. Thủ hiến của Christchurch Bob Parker nói rằng ít nhất 200 người bị mắc kẹt dưới các đống đổ nát, và ông nói rằng người dân New Zealand "đang phải đối mặt với những con số thống kê ảm đạm". Sáng ngày 23 tháng 2 thủ tướng John Key đã ban bố tình trạng khẩn cấp quốc gia.